# Kambodschanische Küche
Die kambodschanische Küche oder Khmer-Küche (Khmer: អាហារខ្មែរ) hat starke 
Ähnlichkeiten zur Küche in Südchina, Vietnam, Thailand und Laos, jedoch wird im Regelfall weniger scharf gekocht. Des Weiteren wurde sie stark durch die französische Besatzungszeit beeinflusst.
Die kambodschanische Küche basiert hauptsächlich auf Fisch und Reis, gekochtem und gedämpften Fleisch, Geflügel mit Gemüse, Shrimps und frittierten Meeresfrüchten. Es werden hauptsächlich Gemüse wie Pilze, Pak Choi, Kohl, Babymais, Bambussprossen, Ingwer und chinesischer Brokkoli sowie exotische Gemüsesorten wie Luffa (Schwammkürbis), Spargelbohnen oder Bittermelonen (ein 
Kürbisgewächs) verwendet. Fast alle Gerichte der kambodschanischen Küche werden mit Prahok (ប្រហុក), einer Würzsoße aus fermentiertem Fisch oder mit Kapi (កាពិ), einer Garnelenpaste, gewürzt.
Hier sind einige typische Gerichte der kambodschanischen Küche aufgelistet:
| Name                               | Bild | Beschreibung |
| ---------------------------------- | ---- | --- |
| Amok Trei (អាម៉ុកត្រី)                  |      | Eines der Nationalgerichte Kambodschas bestehend aus in Kokosmilch gekochtem Fischcurry. |
| Loc Lac / Lok Lak (ប្រហុក)           |      | Wird als eines der Nationalgerichte Kambodschas betrachtet. Ein ursprünglich aus Vietnam (bò lúc lắc) stammendes Fleischgericht bestehend aus in französischer Buttercreme angebratenem Rindfleisch verfeinert mit Limette und Pfeffer. |
| Kuy Teav (គុយទាវ)                    |      | Eine Reisnudelsuppe auf Basis von Schweinebrühe aus der chinesisch-kambodschanischen Küche, die überwiegend zum Frühstück verzehrt wird.                                                                                                |
| Samlor Machu Banle (សម្លម្ជូរបន្លែ)     |      | säuerliche Fischsuppe |
| Samlor Machu Bangkong (សម្លម្ជូរបង្កង) |      | säuerlich-scharfe Krabbensuppe |
| Samlor Chapek                      |      | Suppe mit Schweinefleisch und Ingwer |
| Num Banh Choc (នំបញ្ចុក)              |      | Das typische kambodschanische Frühstück, eine Fischsuppe mit Reisnudeln. |
| Khao Poun                          |      | Ein ursprünglich aus Laos (ເຂົ້າປຸ້ນ) stammendes Gericht bestehend aus Reisnudeln in Kokossauce. |
| Sach Mon Chha Khnhei (សាច់មាន់ឆាខ្ញី)     |      | pfannengerührtes Hähnchen mit Ingwer |
| Choeeng Chomni Chrouc Chean        |      | gebratene Spareribs |